# Zigfrīds Anna Meierovics
Pour les articles homonymes, voir Meierovics.
Zigfrīds Anna Meierovics, né le 5 février 1887 à Durbe et mort le 22 août 1925 près de Tukums, est le premier ministre des Affaires étrangères de Lettonie (du 19 novembre 1918 au 25 janvier 1925) et, plus tard, Premier ministre à deux reprises (du 19 juin 1921 au 26 janvier 1923; et du 28 juin 1923 au 26 janvier 1924). Il est l'un des fondateurs du parti politique Union des paysans de Lettonie,,.
Il a péri dans un accident de voiture près de Tukums et est inhumé au Cimetière de la Forêt à Riga.